# Stratigrafický výskyt
Stratigrafický výskyt je označení pro délku trvání jakéhokoliv taxonu (druhu, rodu, čeledi apod.) v geologickém čase. Obvykle se udává v rozpětí milionů let a především v příslušných geologických obdobích (např. dinosauři žili od středního triasu až do konce křídy v druhohorách).